# Atriadops macula
Atriadops macula är en tvåvingeart som först beskrevs av Christian Rudolph Wilhelm Wiedemann 1824.  Atriadops macula ingår i släktet Atriadops och familjen Nemestrinidae. Inga underarter finns listade i Catalogue of Life.